# Расмус Меги
Расмус Меги (ест. Rasmus Mägi; Тарту, 5. април 1992) естонски атлетичар спесијалиста за трчање на 400 метара са препонама.

## Спортска биографија
На првом великом такмичењу у сениорској конкуренцији Европском првенству у Хелсинкију 2012. Расмус Меги побољшава рекорд Естоније на 400 метара са препонама у полуфиналу, са 49,54. У финалу, заузео је 5. место са 50,01. У 2013. побољшава национални рекорд на 49,51 у Белинцони, затим 49,19 приликом освајања бронзане медаље на Европском првенство за млађе сениоре У-23 у Тампере. У 2014, три пута је обарао национални рекорд у јуну у Острави, 48,87, а затим 3. августа у Талину 48,77 и 13. у Цириху у полуфиналу Европског првенства 48,54. У финалу, освојио је сребрну медаљу иза Швајцарца Карим Хусејина, што му је и највећи упсех у дотадаљшњој каријери.

## Значајнији резултати
| Датум | Такмичење                                | Град                         | Пласман | Резултат | Детаљи                                      |
| ----- | ---------------------------------------- | ---------------------------- | ------- | -------- | ------------------------------------------- |
| 2009. | Светско првенство за млађе јуниоре       | Бресаноне, Италија           | 13.     | 53,97    |                                             |
| 2009. | Европски олимпијски фестивал младих      | Тампере, Финска              |         | 52,85    |                                             |
| 2009. | Гимназијада                              | Доха, Катар                  |         | 52,75    |                                             |
| 2010. | Светско првенство за јуниоре             | Монктон, Канада              | 36.     | 53,86    |                                             |
| 2011. | Европско екипно првенство, Друга лига    | Нови Сад, Србија             |         | 51,17    | Архивирано на веб-сајту (10. март 2016)     |
| 2011. | Европско првенство за јуниоре            | Талин, Естонија              | 4.      | 50,63    |                                             |
| 2011. | Универзијада                             | Шенџен, Кина                 | 9.      | 50,14    |                                             |
| 2012. | Европско првенство                       | Хелсинки, Финска             | 5.      | 50,01    |                                             |
| 2012. | Олимпијске игре                          | Лондон, Уједињено Краљевство | 27.     | 50,05    |                                             |
| 2013. | Европско екипно првенство, Прва лига     | Даблин, Ирска                |         | 51,07    |                                             |
| 2013. | Европско првенство за млађе сениоре У-23 | Тампере, Финска              |         | 49,19    |                                             |
| 2013. | Светско првенство                        | Москва, Русија               | 16.     | 49,42    |                                             |
| 2014. | Европско првенство                       | Цирих, Швајцарска            |         | 49,06    |                                             |
| 2014. | Континентални куп                        | Маракеш, Мароко              | 4.      | 49,23    | Архивирано на веб-сајту (7. септембар 2015) |
| 2015. | Светско првенство                        | Пекинг, Кина                 | 13.     | 48,76    |                                             |

## Лични рекорди
Ово је листа личних рекорда према профилу Расмуса Мегија на сајту ИААФ.
| Дисциплина      | Резултат | Место | датум             |
| --------------- | -------- | ----- | ----------------- |
| 300 м           | 32,89    | Парну | 21. август 2021.  |
| 400 м           | 45,35    | Талин | 25. јун 2022.     |
| 400 м препоне   | 47,82    | Турку | 14. јун 2022.     |
| 300 м у дворани | 33,62    | Талин | 29. јануар 2012.  |
| 400 м у дворани | 47,23    | Тарту | 12. фебруар 2012. |